# The Blues (álbum de Litto Nebbia)
The Blues (Mexican Blues - Blues rosarino) es el título del segundo álbum de Litto Nebbia junto a La Luz. 
Fue grabado en 2006 en los Estudios del Nuevo Mundo (exceptuando "The Blues", grabado en Tigre Sound) y editado en 2007 por Melopea Discos, el sello independiente propiedad de Nebbia, quien además produjo el disco.
El ingeniero de grabación y masterización fue Mario Sobrino, el diseño pertenece a Raúl Peyrás, los dibujos a Alexandra Deluca (mujer de Litto) y las fotografías a Mario Albarracín.

## Datos

### Solos
El libro del disco posee un detalle de los solos tocados en cada canción y su intérprete. Aquí se transcribe.
- "Mexican Blues": solo de guitarra, Minimal
- "Balada Del Hombre Solo": solo de piano, Nebbia
- "Pena Blues": primer solo de guitarra, Minimal; segundo solo de guitarra, Nebbia
- "Por Un Sueño": solo de guitarra, Minimal
- "El Día Que Llegaste Vos": solo de piano, Nebbia
- "No Sé Si Entendiste, Nena": solo de órgano, Ciro Fogliatta
- "Sueños I (Dreams I)": solo de guitarra, Nebbia
- "Blues Nocturno": solo de guitarra, Minimal
- "Bla Ble Blu": solo de guitarra, Minimal

### Manifiesto
Breve manifiesto de Nebbia, aparecido en el libro del disco y en el sitio web de Melopea Discos Archivado el 13 de julio de 2007 en Wayback Machine.:

Más allá de su forma técnica, el Blues aparece climáticamente de alguna manera en otras Músicas.
Hay veces que surge a través del embrujo del Flamenco.
También se desprende de algunos legendarios Tangos, su espíritu flirtea (coquetea) con la Baguala.
Es que la raíz del Blues nos habla siempre del sentimiento.
Del Hombre luchando contra la adversidad, desafiando soledades. Zurciendo sus viejas heridas de Amor.
Invocando a la Justicia en los momentos más duros.
Renegando contra un entorno social que lo excluye.
Todo esto convive en los Blues.
Este Álbum es un homenaje a esta Música.
A muchos de esos cantantes y guitarristas que han divulgado el Blues desde su Corazón al resto del Mundo, desde comienzos del Siglo pasado a nuestros días.
Finalmente, lo que escucharán son canciones argentinas que me han inspirado los Blues. Escritas e interpretadas a mi propio estilo, dejándome llevar por el Espíritu de las diversas formas de Blues que he conocido y disfrutado en mi vida viajera.
Litto Nebbia
azure

### Algunos comentarios
Comentarios al disco, aparecidos en el libro del mismo y en el sitio web de Melopea Discos Archivado el 13 de julio de 2007 en Wayback Machine.:

Las motivaciones de hacer este álbum, hicieron que Nebbia comience nuevamente a tocar las Guitarras, a buscar sonidos y nuevos caminos.
En esa búsqueda es que adquirió nuevas guitarras.
Desde la composición comenzó a desarrollar una serie de formas de Blues que conocía técnicamente, pero que nunca había transitado en sus canciones.
Esto lo fue metiendo nuevamente en el Mundo de la Improvisación, compartiendo muchos solos guitarrísticos con el nuevo guitarrista de su banda, Ariel Minimal.
Justamente Ariel al escuchar uno de sus solos, comenzó la broma de llamar a Nebbia en los ensayos, con una larga lista de los tantos apodos que muchos de los auténticos Bluesmen negros usan.
Que Johnny Delta, Big Blues Rosario, Félix Finger, El Gato Chicago y tantos más.
La situación motivó una serie de dibujos que Alex Loquillo Nebbia realizó para el Proyecto, parodiando la posibilidad de Nebbia como auténtico hombre de Blues en otra de sus Vidas.
Este trabajo tiene una gran cantidad de canciones nuevas y solos de guitarra, piano y órgano.
Los solos de guitarra, como lo encontrarán indicado tema por tema, son de Nebbia & Minimal.
También hay algunos solos de piano del propio Nebbia, y la participación especial de Ciro Fogliatta en solo de órgano, gran Artista del Blues Argentino.
azure

### Otros datos
- "Mexican Blues", tema en que Nebbia relata su exilio en México, posee una cita de "She's A Woman" de The Beatles.
- "Balada Del Hombre Solo" fue comenzada en 2005 y finalizada en enero de 2006.
- "Blues Nocturno" fue compuesta en 2005.
- "Un Hombre Que No Sabe Llorar" fue escrita en 1984.
- "Los Chivos Emisarios" fue compuesta en 1983.

### Guitarristas
Nebbia aporta, al final del disco, una lista de guitarristas de blues que admira:
Guitarristas Negros
- Buddy Guy
- Jimi Hendrix
- John Lee Hooker
- Skip James
- Robert Johnson
- B.B. King
- Muddy Waters
- Howlin' Wolf

Guitarristas Blancos
- Mick Abrahams (Jethro Tull, Blodwyn Pig)
- Elvin Bishop (Paul Butterfield Blues Band)
- Michael Bloomfield (The Electric Flag)
- Peter Green (Fleetwood Mac)
- Mick Taylor (John Mayall, The Rolling Stones)
- Johnny Winter

## Lista de temas
1. Mexican Blues (4:07)
  - Letra y música: Litto Nebbia
2. Balada Del Hombre Solo (4:13)
  - Letra y música: Litto Nebbia
3. Pena Blues (5:46)
  - Letra y música: Litto Nebbia
4. Por Un Sueño (3:42)
  - Letra y música: Litto Nebbia
5. El Día Que Llegaste Vos (3:12)
  - Letra y música: Litto Nebbia
6. Silbame Un Blues (2:27)
  - Letra y música: Litto Nebbia
7. No Sé Si Entendiste, Nena (6:38)
  - Letra y música: Litto Nebbia
8. Sueños I (Dreams I) (3:46)
  - Letra y música: Litto Nebbia
9. La Oscuridad (4:19)
  - Letra y música: Litto Nebbia
10. Blues Nocturno (4:01)
  - Letra y música: Litto Nebbia
11. Un Hombre Que No Sabe Llorar (4:53)
  - Letra y música: Litto Nebbia
12. Un Minuto (3:26)
  - Letra y música: Litto Nebbia
13. Los Chivos Emisarios (2:34)
  - Letra y música: Litto Nebbia
14. Bla Ble Blu (3:48)
  - Letra y música: Litto Nebbia
15. The Blues (1:59)
  - Letra y música: Litto Nebbia

## Personal

### La Luz
- Litto Nebbia: voz, guitarra, piano, sintetizadores, percusión, melódica, coros
- Ariel Minimal: guitarra, coros
- Federico Boaglio: bajo, coros
- Daniel Colombres: batería, percusión

Músico invitado
- Ciro Fogliatta: solo de órgano en "No Sé Si Entendiste, Nena"